# Рогатий шолом
Рогатий шолом — головний убір (обладунок), що має елементи, які формою наслідують роги тварин чи подібні на них. Відомий ще з бронзової і залізної доби за зображеннями і археологічними знахідками.

## Знахідки
Бронзові статуетки, що датуються 12 століттям до н. е., були виявлені на Кіпрі в Енгомі. Два бронзові шоломи більш пізнього часу (датуються 1100—900 роками до н. е.) були знайдені біля містечка Вексей (Данія) в 1942 році. Також шолом, який датується 800—500 роками до н. е., був знайдений на острові Зеландія.
Кельтський бронзовий «Шолом Ватерлоо», що датується 150-50 роками до нашої ери, був знайдений в Лондоні в Темзі в 1868 році. Зображення рогатого шолома є на казані з Гундеструпа (близько 100 року до н. е.), який був знайдений в Данії біля селища Гундеструп в 1891 році.

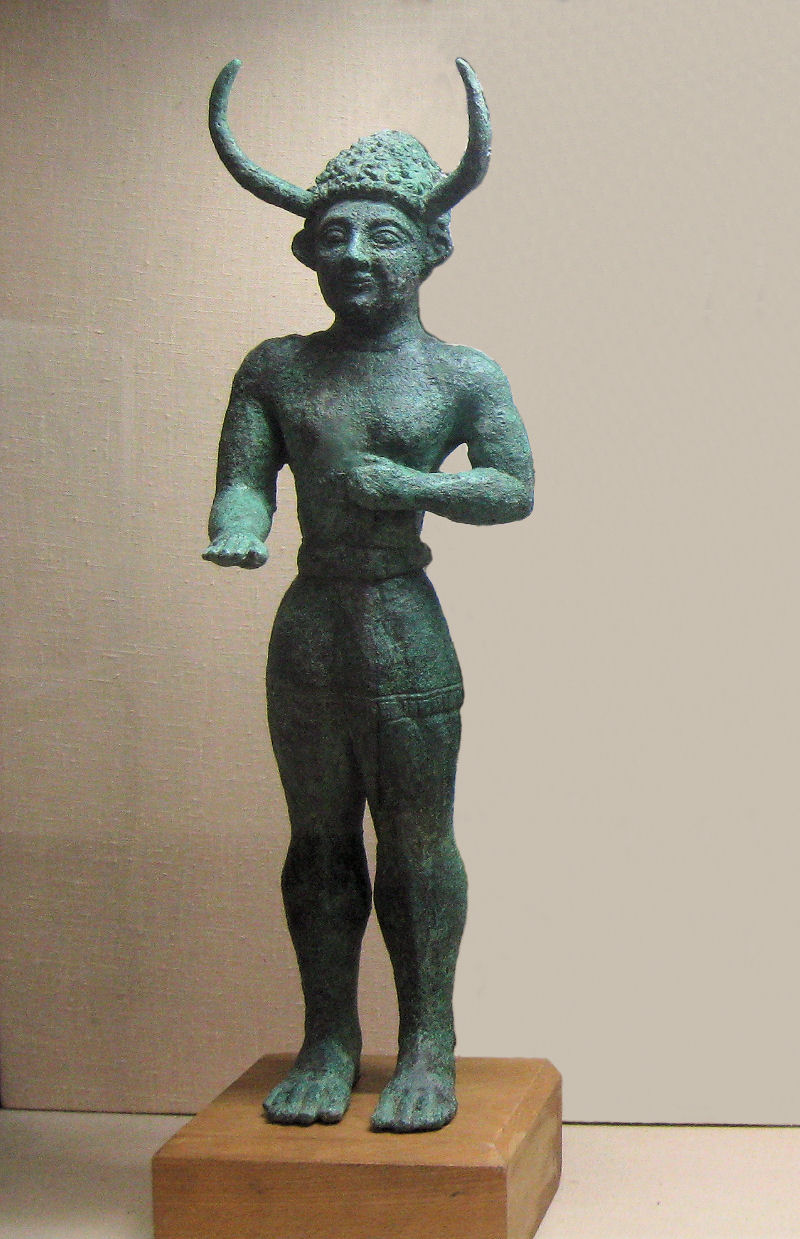
Статуетка з Енгомі
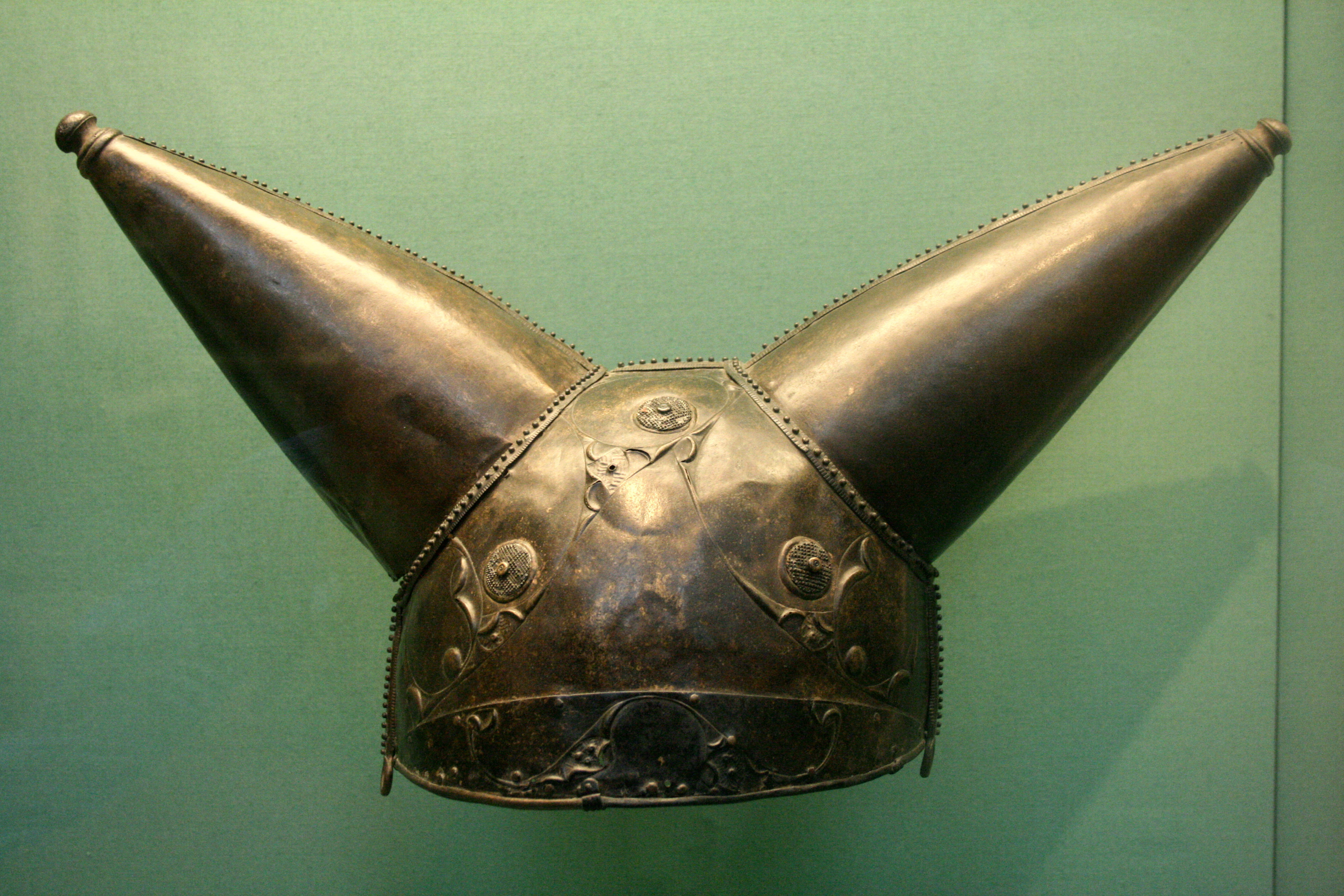
Шолом Ватерлоо
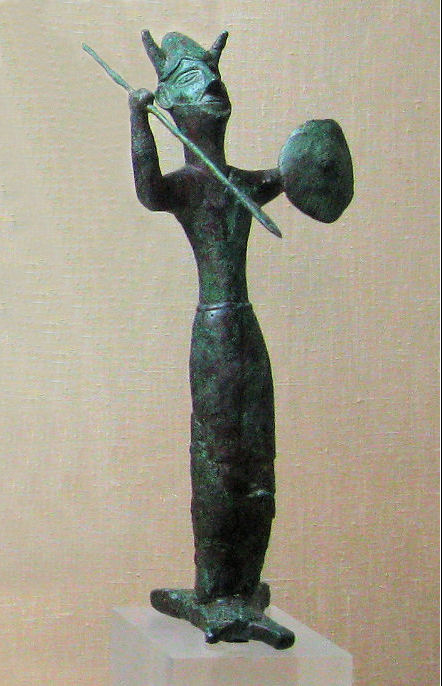
Статуетка з Енгомі

## В Європі

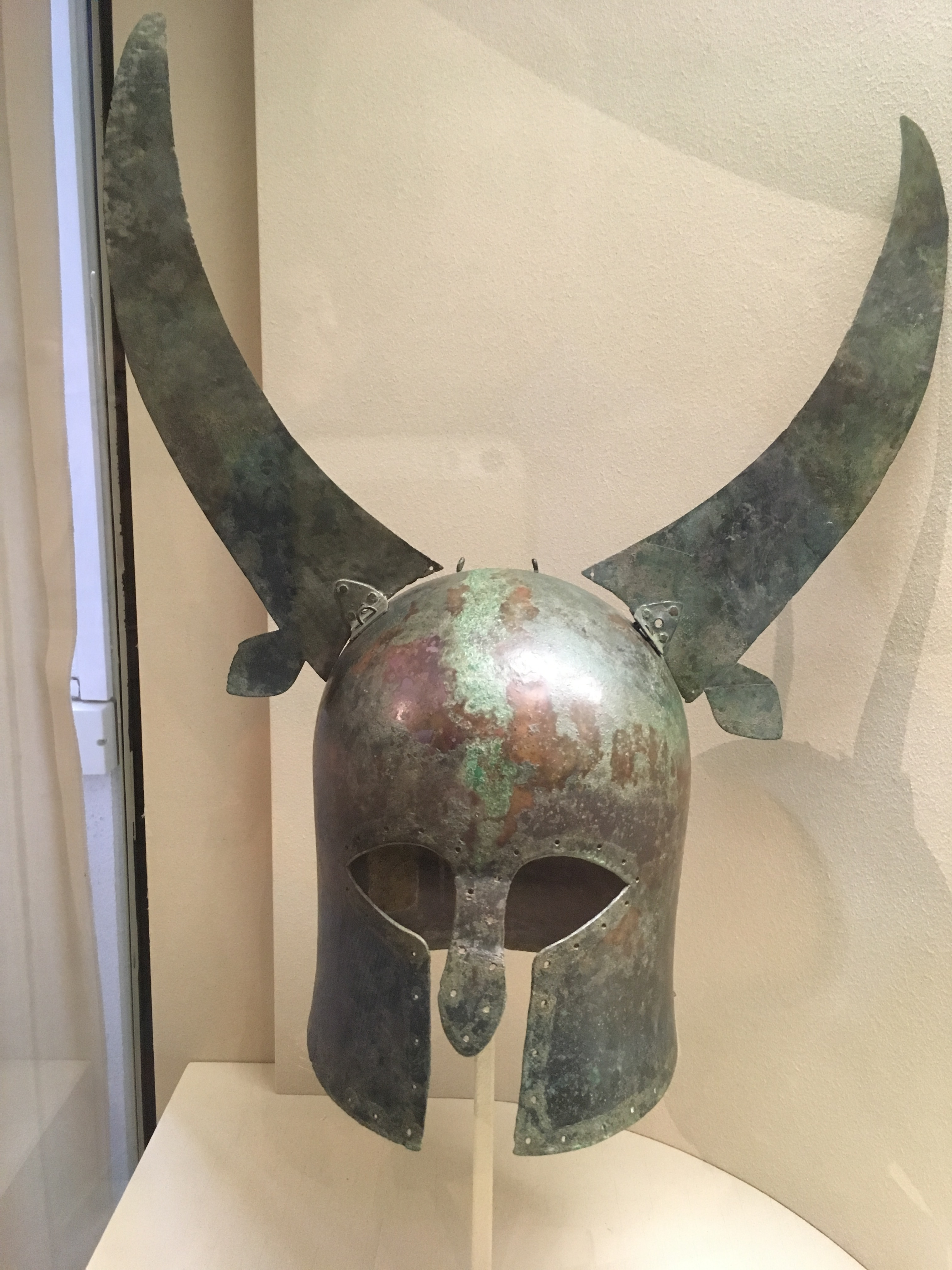
Апуло-коринфський шолом, приблизно 650 р. до н.е., Женевський музей мистецтва і історії

В VII-VI ст. до н. е. шоломи, що виготовлялися грецькими колоністами у південній частині Італії (Апулія), нерідко прикрашалися металевими рогами. Приклад такого апуло-коринфського шолома представлений у Женевському музеї мистецтва та історії.
Аналогічні концепції мали місце у конструкціях шоломів етрусків. Фахівці іменують подібні елементи конструкції шоломів антенами.

## В Азії

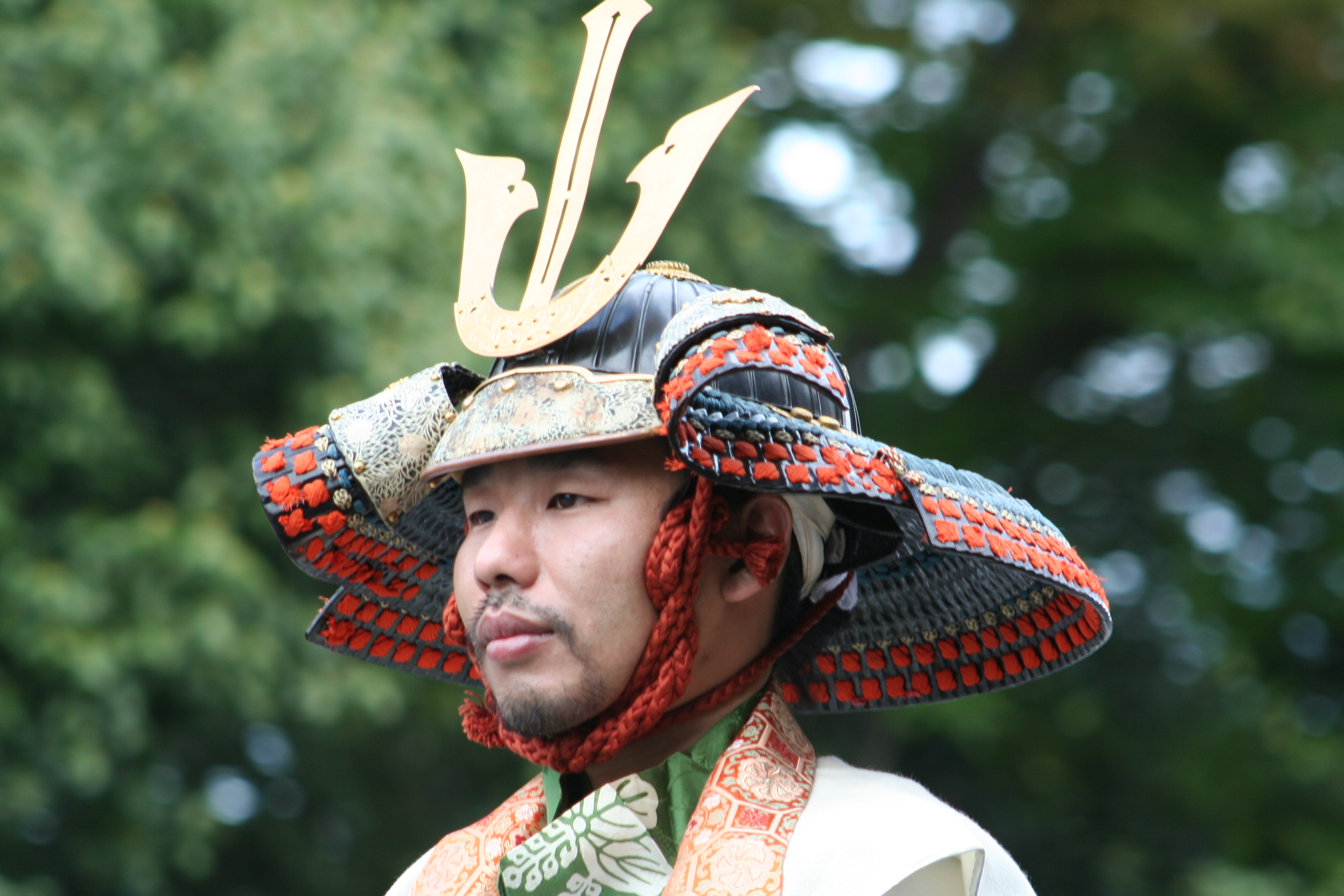
Сучасна репліка кабуто

Самурайські обладунки включали елементи рогатих шоломів (кабуто) — роги використовувалися для позначення командирів на полі бою чи прославлених воїнів. Перші зразки таких обладунків відомі з 12 сторіччя. «Роги» — куваґата — зазвичай виготовлялися з тонкого металу в формі букви «V» чи «U» і кріпилися спереду шолома. Між куваґата поміщалися відмітні знаки, герби, зображення демонів, щоб залякати ворога, чи дзеркальця, призначені відлякати злі сили. За періоду Адзуті-Момояма використовувалися каварі кабуто — дослівно «дивні кабуто», які оздоблювалися, крім іншого, рогами з боків, подібними на роги бика.
Індо-перські воїни теж нерідко використовували в бою рогаті або прикрашені шипами шоломи, щоб залякати своїх ворогів.

## У вікінгів
У масовій культурі вікінгів часто зображують з рогатими шоломами. Уявлення про рогаті шоломи почасти пов'язано з малюнками, виявленими в похованнях (наприклад, Озеберзький корабель). Зараз вчені схиляються до того, що якщо шоломи з рогами і використовувалися, то тільки з ритуальними цілями, а не для бою, де такий шолом непрактичний і більш вразливий до меча або іншої зброї супротивника.
Загальновідомий образ «рогатих» вікінгів виник у 19 ст. завдяки художникам, таким як Густав Мальмстром. Дизайнер Карл Еміль Доплер в 1870-і для опери Вагнера «Перстень нібелунгів» вигадав костюми з рогатими шоломами і цей образ остаточно закріпився в масовій культурі.